# Llave de mecha

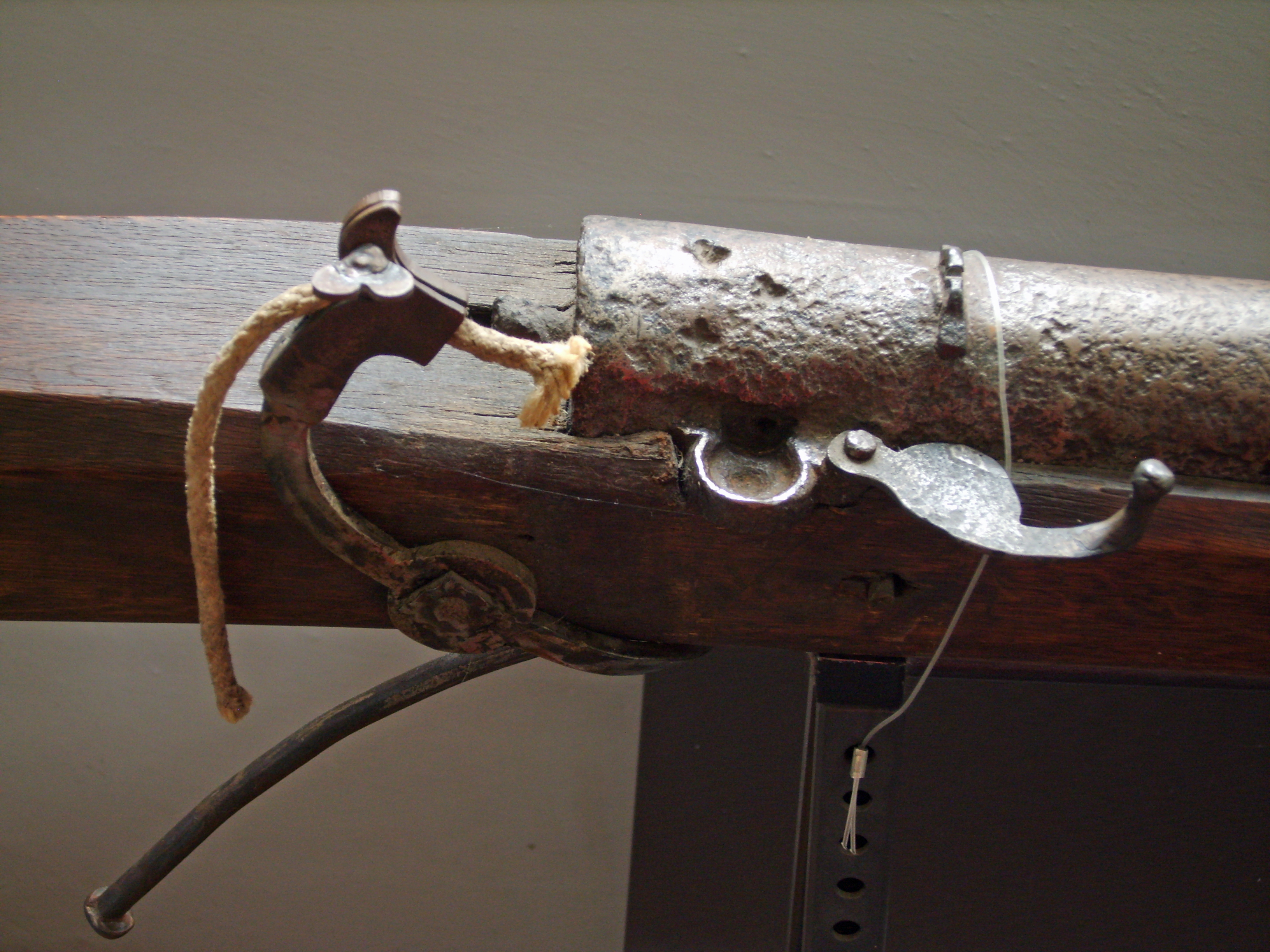
Primigenio arcabuz alemán con llave de mecha.

La llave de mecha fue el primer mecanismo básico inventado para facilitar el disparo de un arma de fuego portátil. Este diseño eliminaba la necesidad de acercar manualmente una mecha encendida a la cazoleta del arma, facilitando el tener ambas manos libres para sostener el arma al momento de disparar y, lo más importante, mantener la vista sobre el blanco.

## Descripción

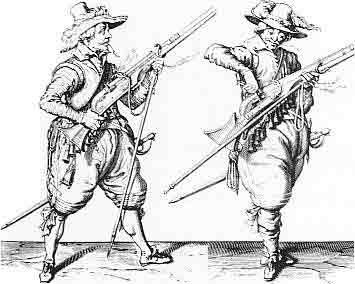
Grabado de mosqueteros de la Guerra de los Treinta Años.

El arcabuz con llave de mecha sostenía una mecha lenta encendida en una tenaza al final de una pequeña palanca curva llamada serpentina. Cuando se apretaba una palanca (o un gatillo en modelos posteriores) que sobresalía de la parte inferior del arma y estaba conectada a la serpentina, la tenaza caía y bajaba la mecha en la cazoleta, encendiendo la pólvora fina. La llamarada de esta viajaba a través del oído y encendía la carga propulsora en el cañón. Al soltar la palanca o gatillo, la serpentina accionada por muelle se movería en sentido contrario para dejar libre la cazoleta. Por evidentes razones de seguridad, la mecha debía retirarse antes de recargar el arma. Habitualmente se mantenían encendidos ambos extremos de la mecha, en caso de que uno se apagara por accidente. 
Los primeros tipos solamente tenían una serpentina en forma de "S" unida al guardamanos tanto delante como detrás de la cazoleta (la llamada "llave de serpentina"), que debía moverse manualmente para situar la mecha en la cazoleta.
La mayoría de llaves de mecha montaban la serpentina delante de la cazoleta. Esta iba hacia atrás, mirando al tirador, para encender la pólvora fina. Funcionaba al contrario del habitual martillo de las armas con llave de chispa y posteriores. 
Se desarrolló un tipo de llave de mecha llamada "mordedora", en la cual la serpentina estaba accionada por un potente muelle y era soltada al apretar un botón, un gatillo o jalar una corta cuerda conectada al mecanismo. Como la mecha frecuentemente se apagaba después de su relativamente violento impacto contra la cazoleta, este tipo de llave no era apreciado por los soldados, pero muchas veces fue empleado en armas de precisión particulares. 

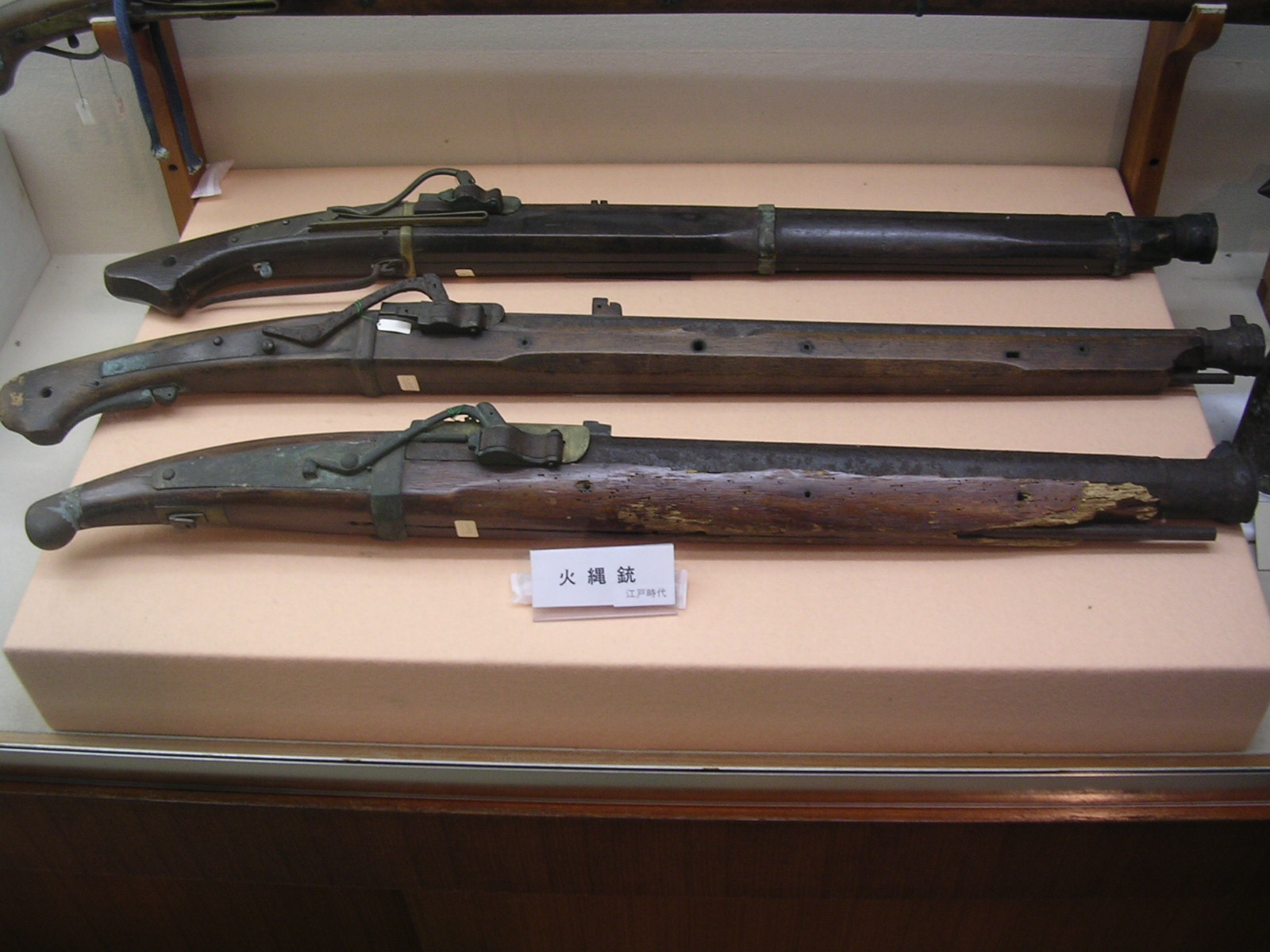
Varios arcabuces japoneses (tanegashima) de la Era Edo.

Una debilidad inherente de la llave de mecha era la constante necesidad de mantener encendida su mecha. Siendo la única fuente de encendido de la pólvora, si esta no estaba encendida al momento de disparar el arma, el mecanismo era inútil y el arma se volvía poco menos que un garrote costoso. Era un importante problema en tiempo lluvioso, cuando la mecha humedecida se encendía con dificultad y no podía mantenerse encendida. Otra desventaja era la misma mecha encendida. En la noche, brillaba en la oscuridad y delataba la ubicación del tirador. El característico olor de la mecha ardiendo también delataba al tirador (esto fue empleado como recurso narrativo por Akira Kurosawa en la película Los siete samurais). Además era bastante peligroso cuando los soldados manejaban descuidadamente grandes cantidades de pólvora (por ejemplo, cuando rellenaban sus cuernos de pólvora) con las mechas de sus armas encendidas. Esta fue una de las razones por la cual los soldados encargados de transportar y vigilar las municiones fueron los primeros en ser equipados con armas que tenían mecanismos de encendido sin mecha, como la llave de rueda y el snaphance.
La llave de mecha además era poco rentable para mantenerla preparada por largos periodos de tiempo. Para mantener de guardia en ronda nocturna a un solo centinela con un arma de mecha, manteniendo ambos extremos encendidos, haría falta una milla (1,60 km) de mecha al año.

## Historia
La llave de mecha apareció en Europa a mediados del siglo XV, aunque la idea de la serpentina aparece unos cuarenta años antes en un manuscrito austriaco. La primera ilustración fechada de una llave de mecha data de 1475, siendo universalmente empleada hacia el siglo XVI. 
Los Jenízaros del Ejército otomano adoptaron gradualmente del Reino de Hungría armas de mecha desde la década de 1440 en adelante. Versiones mejoradas del mosquete fueron llevadas a la India por Babur en 1526.

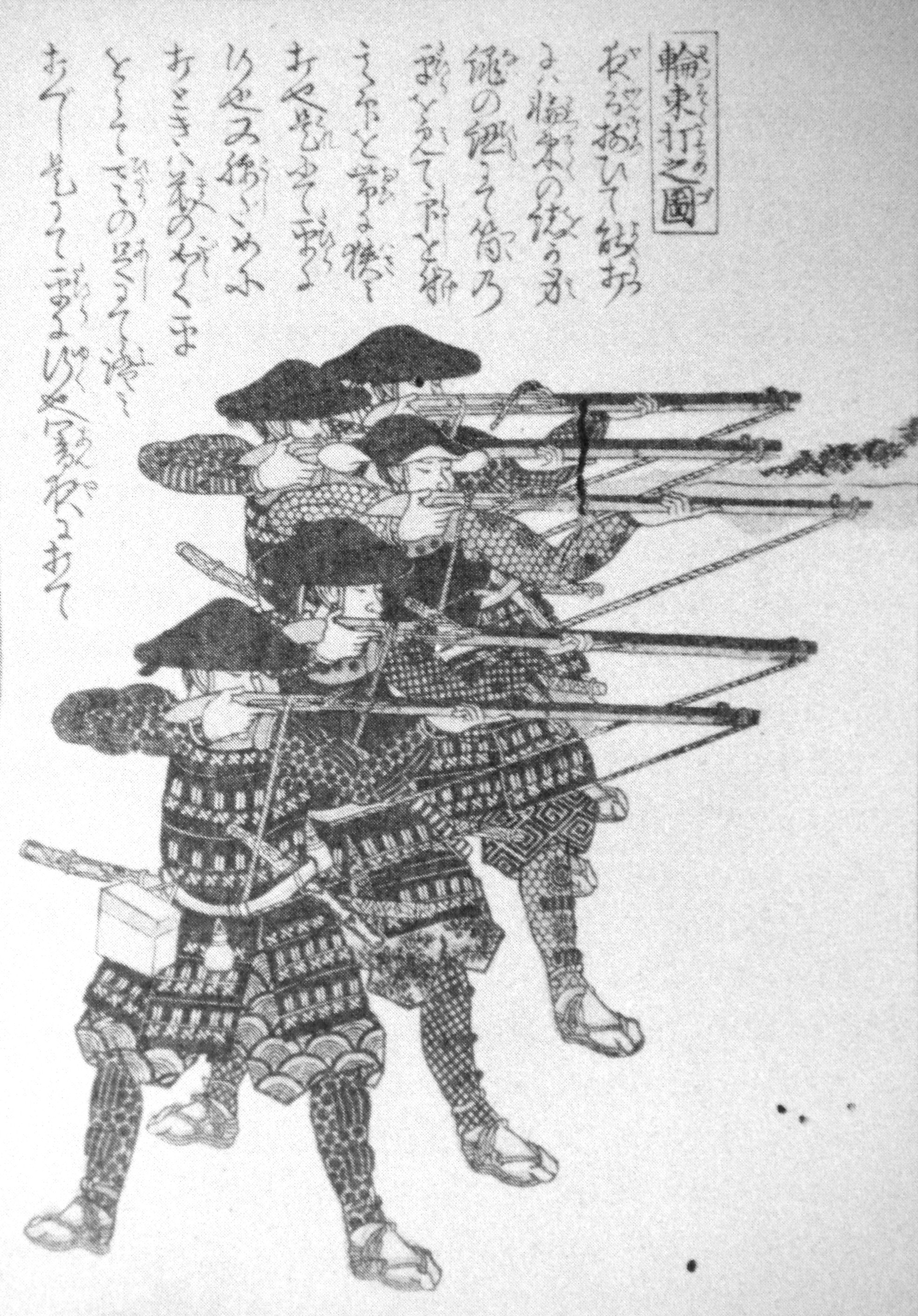
Soldados de infantería japoneses (ashigaru) disparando arcabuces (tanegashima).

China tiene el crédito de haber inventado tanto la pólvora como las armas de fuego, pero la llave de mecha fue introducida en China por los portugueses. Estos refinaron los primitivos cañones de mano empleados en China y en el siglo XV se desarrolló la llave de mecha. Los portugueses llegaron a China en el siglo XVI llevando arcabuces, los chinos obtuvieron la tecnología y los arcabuces fueron empleados en China hasta el siglo XIX.
La introducción del arcabuz en Japón, donde se le conocía como tanegashima, fue a través de los portugueses en 1543. El tanegashima parece haber empleado las llaves de mecha "mordedoras" que eran producidas en el arsenal de Goa, India, el cual fue capturado por los portugueses en 1510. Aunque los japoneses eran capaces de producir acero templado (hojas de espada, por ejemplo), ellos preferían emplear muelles de latón en sus arcabuces. El nombre tanegashima viene de la isla donde un junco chino con aventureros portugueses a bordo se refugió de una tormenta. El señor de la isla, Tanegashima Tokitaka (1528-1579), compró dos arcabuces a los portugueses e hizo que un espadero copiara el cañón y el mecanismo de disparo del arcabuz. En unos cuantos años, el empleo en combate del tanegashima cambió para siempre la forma de hacer la guerra en Japón.
A pesar de la aparición de mecanismos de encendido más avanzados, tales como la llave de rueda y el snaphance, el bajo costo de producción, sencillez y gran disponibilidad del arcabuz lo mantuvo en uso con los ejércitos europeos hasta alrededor de 1720. Finalmente fue reemplazado por el mosquete con llave de chispa como armamento principal de la infantería.
Hay evidencia que los arcabuces pueden haber sido empleados por algunos pueblos del Imperio etíope a fines de la Edad Media. Aunque se importaron fusiles modernos en Etiopía durante el siglo XIX, historiadores británicos contemporáneos observaron que los arcabuces eran empleados junto a hondas tanto por los ancianos como por las tropas de los Ras locales. Las armas de fuego fueron por primera vez empleadas en África durante la Guerra Adel-Etiopía por el Sultanato de Adel somalí.